# NGC 6394
NGC 6394 (другие обозначения — UGC 10889, MCG 10-25-55, ZWG 300.45, IRAS17296+5940, PGC 60410) — спиральная галактика с перемычкой (SBb) в созвездии Дракон.
Этот объект входит в число перечисленных в оригинальной редакции «Нового общего каталога».